# Corredeira (Pirajuí)
Corredeira é um distrito do município brasileiro de Pirajuí, no interior do estado de São Paulo.

## História

### Origem
Com a intenção de conquistar mais terras dos índios coroados e caingangues, Joaquim dos Santos, à frente de alguns homens, atingiu em 1900 a ‘‘Água da Corredeira’’, distante vinte e seis quilômetros da atual cidade de Pirajuí e onde hoje se encontra a sede do distrito da Corredeira.
Famílias pioneiras do distrito da Corredeira: Torres, Freitas, Pereira, Gordoni, Souza, Bernardino, Santos e Grejo.

### Formação administrativa
- Distrito policial de São Benedito da Corredeira criado em 12/11/1915 no município de Pirajuí[5].
- Distrito criado pela Lei nº 1.892 de 13/12/1922 com o nome de Corredeira[6][7].

## Geografia

### Demografia

#### População urbana
| Crescimento população urbana | Crescimento população urbana | Crescimento população urbana | Crescimento população urbana |
| Censo                        | Pop.                         |                              | %±                           |
| ---------------------------- | ---------------------------- | ---------------------------- | ---------------------------- |
| 1934                         | 450                          |                              |                              |
| 1940                         | 405                          |                              | −10,0%                       |
| 1950                         | 406                          |                              | 0,2%                         |
| 1960                         | 339                          |                              | −16,5%                       |
| 1970                         | 379                          |                              | 11,8%                        |
| 1980                         | 269                          |                              | −29,0%                       |
| 1991                         | 207                          |                              | −23,0%                       |
| 2000                         | 85                           |                              | −58,9%                       |
| 2010                         | 71                           |                              | −16,5%                       |
| Fonte: IBGE e Fundação SEADE |                              |                              |                              |

#### População total
Pelo Censo 2010 (IBGE) a população total do distrito era de 196 habitantes.

### Área territorial
A área territorial do distrito é de 146,694 km².

### Rodovias
O principal acesso à Corredeira é a estrada vicinal (sem asfalto) que liga o distrito à Pirajuí.

## Serviços públicos

### Registro civil
Atualmente é feito na sede do município, pois o Cartório de Registro Civil das Pessoas Naturais do distrito foi extinto pela Resolução nº 2 de 15/12/1976 do Tribunal de Justiça do Estado de São Paulo, e seu acervo foi recolhido ao cartório do distrito sede.

### Saneamento
O serviço de abastecimento de água é feito pelo Serviço Autônomo de Água e Esgoto (SAAE). 

### Energia
A responsável pelo abastecimento de energia elétrica é a CPFL Paulista, distribuidora do grupo CPFL Energia.

## Religião

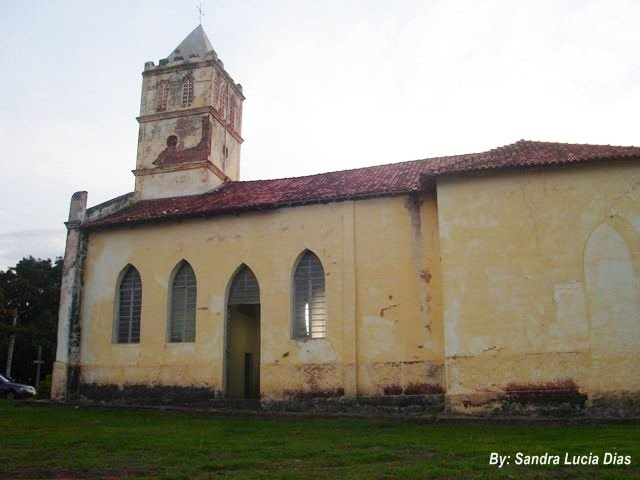
Igreja.

O Cristianismo se faz presente no distrito da seguinte forma:

### Igreja Católica
- A igreja faz parte da Diocese de Lins[17].

### Igrejas Evangélicas
- Congregação Cristã no Brasil[18].